# Colletes sulcatus
Colletes sulcatus är en biart som beskrevs av Joseph Vachal 1909. Colletes sulcatus ingår i släktet sidenbin, och familjen korttungebin. Inga underarter finns listade i Catalogue of Life.